# کونیشی یوکیناگا

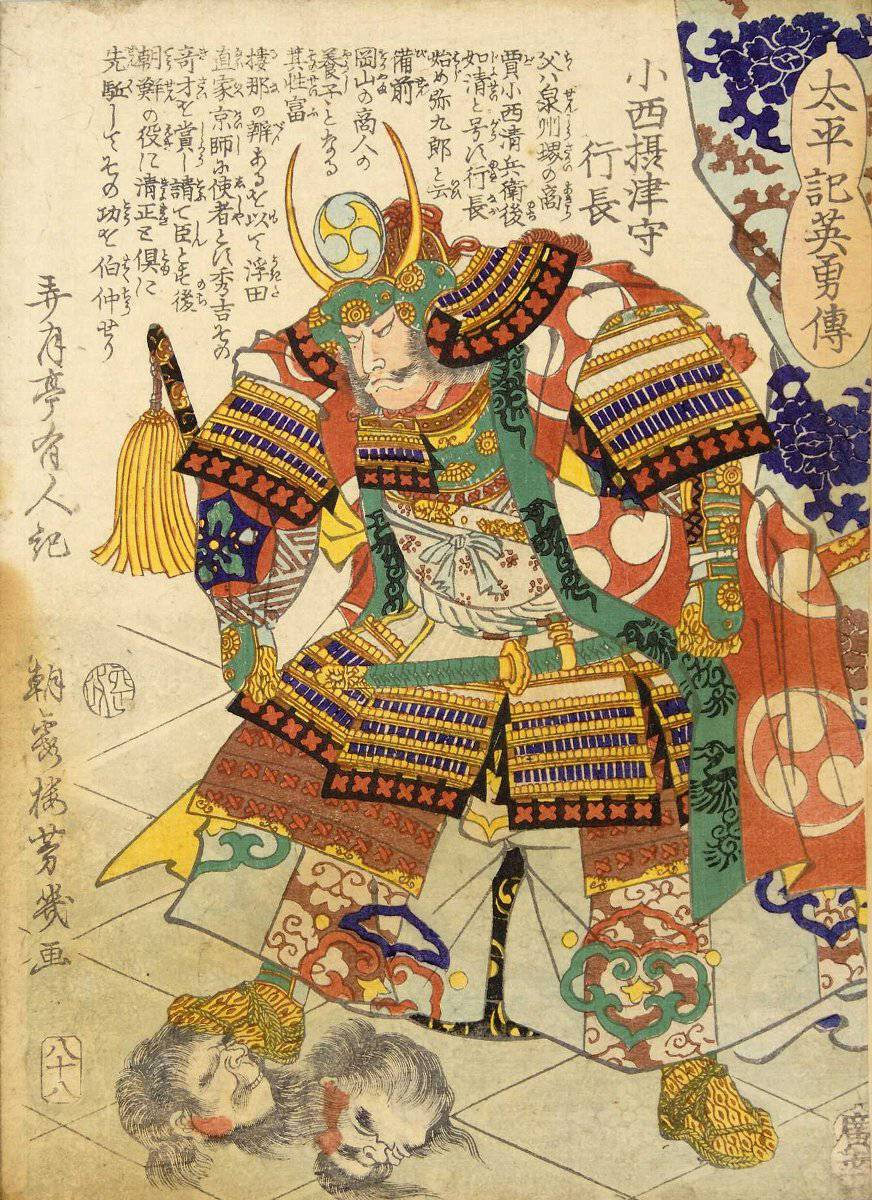
کونیشی یوکیناگا

کونیشی یوکیناگا (به ژاپنی: 小西行長 Konishi Yukinaga) (۱۵۵۵ – ۶ نوامبر، ۱۶۰۰) یک دایمیوی ژاپنی بود که به خاندان تویوتومی خدمت می‌کرد. او از مسیحیان ژاپن بود.
در نبرد سکیگاهارا (۱۶۰۰) او در جبهه سپاه غربی بود پس از شکست در جنگ به اسارت سپاه شرقی درآمد و در کیوتو، به همراه ایشیدا میتسوناری و آنکوکوجی اکی سربریده شد.

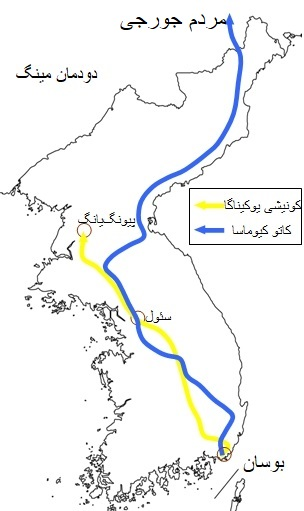
مسیر حرکت کونیشی یوکیناگا و کاتو کیوماسا در تهاجم ژاپن به کره در سال ۱۵۹۲ (میلادی)